# Rudawy Gemerskie
Rudawy Gemerskie (słow. Gemerské rudohorie, 515.26) – w regionalizacji dziesiętnej według Jerzego Kondrackiego część Łańcucha Rudaw Słowackich w Wewnętrznych Karpatach Zachodnich. Obejmuje tereny górskie między dolinami rzeki Rimava na zachodzie i Slana na wschodzie. W regionalizacji słowackiej jednak taki mezoregion nie jest wyróżniany. Rudawy Gemerskie odpowiadają mniej więcej trzem słowackim regionom: Muránska planina, Góry Stolickie (Stolické vrchy) i Pogórze Rewuckie (Revúcka vrchovina).
Najwyższe szczyty to Stolica (1476 m) i Fabova hoľa (1439 m).